# La Légende de Sigurd et Gudrún
La Légende de Sigurd et Gudrún (The Legend of Sigurd and Gudrún) est un livre de J. R. R. Tolkien édité à titre posthume par son fils Christopher. Il est paru le 5 mai 2009 en version originale, avec des illustrations de Bill Sanderson ; la traduction française a été publiée, dans une édition bilingue, le 15 avril 2010 chez Christian Bourgois Éditeur. 
L'ouvrage se compose de deux lais, « Le Nouveau Lai des Völsungs » (The New Lay of the Völsungs) et « Le Nouveau Lai de Gudrún » (The New Lay of Gudrún), qui reprennent l'histoire de Sigurd (ou Siegfried) telle qu'elle est relatée dans la Völsunga saga.

## Résumé

### Le Nouveau Lai des Völsungs
Le premier lai est intitulé « Völsungakviða en nýja » (« Le Nouveau Lai des Völsungs » en vieux norrois) et sous-titré « Sigurðarkviða en mesta », « Le Plus Long Lai de Sigurd ». Il comprend neuf sections, plus une introduction, totalisant 339 strophes.
Upphaf (« Commencement ») est une introduction cosmogonique : elle relate la création du monde, l'arrivée des dieux et leurs travaux, puis la première guerre avec les géants. Elle s'achève sur la prédiction de la prophétesse, qui annonce le Ragnarök.

#### Andvara-Gull
La première section, Andvara-Gull (« L'Or d'Andvari »), relate une mésaventure survenue à Ódin, Loki et Hœnir. Près de la cascade d'Andvari, Loki tue une loutre qui se révèle être Ótr, fils de Hreidmar. Les fils de Hreidmar, Fáfnir et Regin, font prisonniers les trois dieux et exigent une rançon pour la mort de leur frère : la peau de la loutre doit être remplie et recouverte d'or, afin qu'aucun poil n'en soit plus visible.
Loki se rend auprès de la déesse Rán. Elle lui prête son filet, grâce auquel Loki capture le nain Andvari. Celui-ci rachète sa liberté en cédant tout son or à Loki, hormis un petit anneau d'or qu'il souhaite garder par-devers lui ; mais Loki s'en aperçoit et exige l'anneau. Andvari le lui remet, mais après l'avoir maudit. Au retour de Loki, Ódin aperçoit l'anneau et le subtilise. La peau de la loutre est remplie et recouverte avec le trésor d'Andvari, mais un poil reste visible, qu'Ódin recouvre avec l'anneau.

#### Signý
La deuxième section, Signý, relate l'histoire de Völsung, fils de Rerir et descendant d'Ódin. Völsung épouse une Valkyrie d'Ódin qui lui donne dix enfants : les jumeaux Sigmund et Signý, ainsi que neuf autres fils. Réputée pour sa beauté et sa sagesse, Signý attire l'attention du roi des Gauts Siggeir. Völsung accepte de lui donner sa main, malgré les sombres pressentiments de sa fille. Lors de la nuit de noces survient un homme mystérieux, Grímnir (Ódin déguisé), qui plante une épée dans un tronc d'arbre et met au défi les hommes présents de la retirer. Aucun n'y parvient, hormis Sigmund. Siggeir offre de lui acheter l'épée, mais il refuse, suscitant la rancœur de Siggeir.
Plus tard, Völsung et ses fils sont invités au pays de Siggeir, mais Signý les avertit à leur arrivée : ils sont tombés dans un piège. Une bataille s'ensuit, au cours de laquelle Völsung est tué et ses fils capturés. Siggeir les fait enchaîner et abandonner dans les bois, où ils sont tués l'un après l'autre par une louve, hormis Sigmund, qui parvient à tuer l'animal et à s'échapper.
Avide de vengeance, Signý échange son apparence avec celle d'une sorcière, ce qui lui permet de passer trois nuits avec son frère Sigmund, caché dans les bois. Elle a un fils, Sinfjötli, qui rejoint son père et lui rapporte son épée. Ensemble, père et fils ravagent la région, puis mettent le feu au hall de Siggeir durant la nuit. Signý elle-même refuse de les suivre et périt dans le brasier.

#### Dauði Sinfjötla
La troisième section, Dauði Sinfjötla (« Mort de Sinfjötli »), s'ouvre par le retour de Sigmund et de son fils au pays des Völsung avec le trésor des Gauts. L'épouse de Sigmund (non nommée) hait Sinfjötli et lui fait boire une coupe empoisonnée, qui le tue. Sigmund porte le corps de son fils jusqu'à la mer, où un passeur lui offre d'emporter Sinfjötli ; il s'agit, encore une fois, d'Ódin, qui l'emporte au Valhöll.

#### Fœddr Sigurðr
Au début de la quatrième section, Fœddr Sigurðr (« Naissance de Sigurd »), un Sigmund âgé règne seul. Il finit par prendre pour épouse la jeune Sigrlinn. Son pays est attaqué par des ennemis, et Sigmund conduit vaillamment ses hommes au combat. Il se retrouve face à un guerrier borgne, contre la lance duquel se brise l'épée de Sigmund. Pourfendu par son adversaire (Ódin déguisé), Sigmund meurt, non sans prédire à Sigrlinn qu'elle porte son fils, promis à une grande destinée. Elle s'enfuit et donne naissance à Sigurd.

#### Regin
Sigrlinn épouse le roi d'un autre pays, et Sigurd est envoyé auprès du forgeron Regin, le fils de Hreidmar. Il raconte à son fils adoptif l'histoire de l'or d'Andvari, et comment son frère Fáfnir a tué Hreidmar et a chassé Regin pour s'emparer du trésor. Regin convainc Sigurd d'aller tuer Fáfnir, devenu un redoutable dragon. Il reforge pour lui l'épée de son père, Gram, et Sigurd obtient également le cheval Grani. Sigurd tue Fáfnir. Celui-ci l'avertit, avant de mourir, de la malédiction qui pèse sur son trésor, mais Sigurd n'en a cure.
Regin demande à Sigurd de lui rôtir le cœur du dragon. Sigurd s'exécute. Mais en le faisant cuire, Sigurd se brûle le pouce. En le mettant en bouche il goûte par accident le sang du dragon et acquiert la capacité de comprendre le cri des bêtes et le chant des oiseaux. Il s'en trouve deux à proximité qui avertissent indirectement Sigurd de la traîtrise de Regin, que Sigurd tue. Il amasse le trésor de Fáfnir sur le dos de Grani et s'en va.

#### Brynhildr
Sigurd arrive près d'une montagne, l'Hindarfell. Il aperçoit des flammes à son sommet et, s'y rendant, découvre un homme en armure au milieu d'un cercle de flammes. Il le traverse sur le dos de Grani et découvre que l'homme est en fait une femme, la Valkyrie Brynhild, placée là par Ódin. Sigurd et Brynhild se promettent l'un à l'autre, mais ils se séparent peu après, Brynhild refusant d'épouser moins qu'un roi. Elle rentre chez elle, tandis que Sigurd poursuit sa route vers le pays des Niflungs.

#### Guðrún
Le roi des Niflungs (Burgondes) est Gjúki. Sa femme, la sorcière Grímhild, lui a donné deux fils, Gunnar et Högni, ainsi qu'une fille, la belle Gudrún. Sigurd arrive à la cour des Burgondes et se met au service des Gjúking. Grâce à lui, ils remportent de nombreuses victoires et agrandissent leur royaume. Sigurd lui-même peut enfin venger son père et reconquérir le pays des Völsung, dont il devient le roi. Grímhild lui fait alors boire un philtre d'oubli, et Sigurd oublie qu'il s'est promis à Brynhild ; il épouse Gudrún.

#### Svikin Brynhildr
Dans la huitième section, Svikin Brynhildr (« Trahison de Brynhild »), Grímhild entend parler de Brynhild et conçoit l'idée de lui faire épouser son fils Gunnar ; mais Ódin a isolé la Valkyrie et commandé qu'elle n'épouse rien moins qu'un roi. À nouveau prisonnière d'un cercle de flammes, Brynhild espère qu'il s'agira de Sigurd. Gunnar, Högni et Sigurd se rendent au hall où repose Brynhild, mais le cheval de Gunnar, Goti, ne peut traverser les flammes. Il prie Sigurd de lui prêter Grani, mais le cheval refuse de lui obéir. Finalement, grâce à un sortilège de Grímhild, Sigurd prend l'apparence de Gunnar et rejoint Brynhild. Ils passent la nuit ensemble, séparés par l'épée Gram ; au matin, Sigurd passe l'anneau d'Andvari au doigt de Brynhild et part.

#### Deild
La neuvième et dernière section, Deild (« Combat ») s'ouvre sur le mariage de Gunnar et Brynhild. Lors des noces, Sigurd aperçoit la Valkyrie et se souvient de son serment. Plus tard, Brynhild et Gudrún se baignent dans le Rhin durant une chasse au cerf. Par orgueil, Gudrún lui révèle que ce n'est pas Gunnar qui a traversé le cercle de flammes, mais bien Sigurd ; preuve en est l'anneau qui orne à présent sa main. Furieuse, Brynhild se querelle avec Gunnar et maudit Sigurd et Gudrún. Elle fait croire à Gunnar que Sigurd a couché avec elle et exige qu'il meure. Gunnar comme Högni refusent de briser le serment qui les lie au Völsung et font appel à leur demi-frère Gotthorm, le fils de Grímhild. Celui-ci transperce Sigurd dans son sommeil. Brynhild révèle alors la vérité à Gunnar et se jette sur son épée.

### Le Nouveau Lai de Gudrún
Ce poème s'intitule « Guđrúnarkviða en nýja » (« Le Nouveau Lai de Gudrún » en vieux norrois). Il est sous-titré « Dráp Niflunga » (« La Mise à mort des Niflungs ») et compte 166 strophes.
Il débute immédiatement après la mort de Sigurd et Brynhild. Le trésor de Fáfnir et la beauté de Gudrún suscitent la convoitise du puissant roi des Huns Atli, dont les armées ont écrasé les Goths et menacent à présent les Burgondes. Grímhild parvient à obtenir de Gudrún qu'elle épouse Atli pour éviter que le royaume de Gunnar et Högni soit anéanti.
Atli, toujours désireux de s'emparer du trésor, invite ses beaux-frères Gunnar et Högni à un banquet. Leur sœur leur envoie un anneau entouré de poil de loup, signe de menace, mais le message runique qu'elle joint se veut rassurant. Grímhild découvre que les runes ont été remplacées ; le message original était des « runes de ruine ». Malgré cela, Gunnar et Högni se mettent en route, le héraut d'Atli, Vingi, les ayant appâtés en leur faisant miroiter une éventuelle régence au nom des jeunes fils d'Atli et Gudrún après la mort du roi des Huns.
Au terme du voyage, Gunnar et Högni arrivent devant des portes fermées. Vingi leur révèle les véritables intentions d'Atli, sur quoi il est pendu. Les Huns se jettent sur les Niflungs, qui parviennent à les repousser dans le hall. Atli s'avance et exige le trésor de Fáfnir en échange de leurs vies, puis au nom de sa femme ; Gunnar refuse. Un carnage s'ensuit, durant lequel les Niflungs sont soutenus par les vassaux goths d'Atli, inspirés par Gudrún. Atli doit fuir. Il rassemble des forces et se lance à l'assaut du hall. Les combats durent cinq jours sans qu'il puisse prendre l'avantage. Son conseiller Beiti lui suggère d'incendier le hall, mesure à laquelle se résout Atli. Une dernière sortie désespérée des Niflungs se solde par la capture de Gunnar et Högni.
Atli les jette aux pieds de sa femme et lui promet ironiquement que la mort de Sigurd sera vengée. Elle demande leur grâce, au nom de ses fils Erp et Eitil. Le roi des Huns répond qu'il ne les libèrera que s'ils lui remettent l'or du dragon. Gunnar accepte, à la condition que son frère Högni soit tué et que son cœur lui soit apporté. Il n'est pas trompé lorsque les Huns lui apportent le cœur de l'esclave Hjalli. Ils se résolvent à tuer pour de bon Högni, mais lorsqu'ils apportent son cœur à Gunnar, celui-ci éclate de rire. En effet, le trésor de Fáfnir a été jeté dans le Rhin pour que nul ne le retrouve. Furieux, Atli jette Gunnar dans la fosse aux serpents. Gudrún lui fait parvenir une harpe, grâce à laquelle il charme les reptiles ; mais une vipère finit par le mordre.
Après la mort de Gunnar, les Huns célèbrent ceux qui sont tombés et leur victoire sur leurs ennemis. Gudrún apporte une coupe à son époux et lui révèle comment elle a vengé ses frères : elle a servi à Atli le cœur de ses fils et lui a fait boire leur sang dans des gobelets faits avec leurs crânes. Horrifié, le roi des Huns s'évanouit. Il est transporté dans son lit, où Gudrún le poignarde à mort avant de mettre le feu à sa demeure.
Gudrún erre de par le monde, seule et perdue. Elle se jette dans la mer, mais celle-ci la refuse. Elle énumère ses chagrins : la mort de Sigurd, son mariage forcé avec Atli, la mort de Högni et celle de Gunnar, et enfin son propre infanticide. Elle appelle Sigurd et se jette à nouveau dans la mer, pour de bon cette fois-ci.

### Introduction et appendices
Christopher Tolkien joint aux deux lais majeurs plusieurs textes liés. L'introduction présente une conférence faite par son père à propos de l'Ancienne Edda, sa source principale, ainsi qu'une présentation des textes et de la forme de versification qu'il adopta.
L'ouvrage comprend trois appendices. Le premier est une description par Christopher Tolkien des origines historiques de la légende, avec notamment les Burgondes et le rôle d'Attila le Hun dans leur massacre. Les deux autres sont de courts poèmes en lien avec l'histoire, et ayant probablement été rédigés vers la même période : « La Prédiction de la prophétesse », inspiré de la Völuspá, et des fragments d'un poème héroïque sur Attila, en vieil anglais.

## Généalogie
|          |          |          |          |          |          |  |  |          |          |          |          |          |          |     |     |        |        |           |           |           |           |           |           |       |       |       |       |       |       |       |       |       |       |       |       |              |       |  |  |        |        |        |        |          |          |          |          |          |          |        |        |         |         |         |         |           |           | Ódin      |           |           |           |         |         |       |       |              |              |              |              |              |              |         |         |  |  |           |           |           |           |           |           |  |  |
|          |          |          |          |          |          |  |  |          |          |          |          |          |          |     |     |        |        |           |           |           |           |           |           |       |       |       |       |       |       |       |       |       |       |       |       |              |       |  |  |        |        |        |        |          |          |          |          |          |          |        |        |         |         |         |         |           |           |           |           |           |           |         |         |       |       |              |              |              |              |              |              |         |         |  |  |           |           |           |           |           |           |  |  |
|          |          |          |          |          |          |  |  |          |          |          |          |          |          |     |     |        |        | Hreiðmarr | Hreiðmarr | Hreiðmarr | Hreiðmarr | Hreiðmarr | Hreiðmarr |       |       |       |       |       |       |       |       |       |       |       |       |              |       |  |  |        |        |        |        |          |          |          |          |          |          |        |        |         |         |         |         |           |           | Rerir     | Rerir     | Rerir     | Rerir     | Rerir   | Rerir   |       |       |              |              |              |              |              |              |         |         |  |  |           |           |           |           |           |           |  |  |
|          |          |          |          |          |          |  |  |          |          |          |          |          |          |     |     |        |        | Hreiðmarr | Hreiðmarr | Hreiðmarr | Hreiðmarr | Hreiðmarr | Hreiðmarr |       |       |       |       |       |       |       |       |       |       |       |       |              |       |  |  |        |        |        |        |          |          |          |          |          |          |        |        |         |         |         |         |           |           | Rerir     | Rerir     | Rerir     | Rerir     | Rerir   | Rerir   |       |       |              |              |              |              |              |              |         |         |  |  |           |           |           |           |           |           |  |  |
|          |          |          |          |          |          |  |  |          |          |          |          |          |          |     |     |        |        |           |           |           |           |           |           |       |       |       |       |       |       |       |       |       |       |       |       |              |       |  |  |        |        |        |        |          |          |          |          |          |          |        |        |         |         |         |         |           |           |           |           |           |           |         |         |       |       |              |              |              |              |              |              |         |         |  |  |           |           |           |           |           |           |  |  |
|          |          |          |          |          |          |  |  |          |          | Ótr      | Ótr      | Ótr      | Ótr      | Ótr | Ótr |        |        | Fáfnir    | Fáfnir    | Fáfnir    | Fáfnir    | Fáfnir    | Fáfnir    |       |       | Regin | Regin | Regin | Regin | Regin | Regin |       |       |       |       |              |       |  |  |        |        |        |        |          |          |          |          |          |          |        |        |         |         |         |         |           |           | Völsung   | Völsung   | Völsung   | Völsung   | Völsung | Völsung |       |       | une Valkyrie | une Valkyrie | une Valkyrie | une Valkyrie | une Valkyrie | une Valkyrie |         |         |  |  |           |           |           |           |           |           |  |  |
|          |          |          |          |          |          |  |  |          |          | Ótr      | Ótr      | Ótr      | Ótr      | Ótr | Ótr |        |        | Fáfnir    | Fáfnir    | Fáfnir    | Fáfnir    | Fáfnir    | Fáfnir    |       |       | Regin | Regin | Regin | Regin | Regin | Regin |       |       |       |       |              |       |  |  |        |        |        |        |          |          |          |          |          |          |        |        |         |         |         |         |           |           | Völsung   | Völsung   | Völsung   | Völsung   | Völsung | Völsung |       |       | une Valkyrie | une Valkyrie | une Valkyrie | une Valkyrie | une Valkyrie | une Valkyrie |         |         |  |  |           |           |           |           |           |           |  |  |
|          |          |          |          |          |          |  |  |          |          |          |          |          |          |     |     |        |        |           |           |           |           |           |           |       |       |       |       |       |       |       |       |       |       |       |       |              |       |  |  |        |        |        |        |          |          |          |          |          |          |        |        |         |         |         |         |           |           |           |           |           |           |         |         |       |       |              |              |              |              |              |              |         |         |  |  |           |           |           |           |           |           |  |  |
|          |          |          |          |          |          |  |  |          |          |          |          |          |          |     |     |        |        |           |           |           |           |           |           |       |       |       |       |       |       |       |       |       |       |       |       |              |       |  |  |        |        |        |        |          |          |          |          |          |          |        |        |         |         |         |         |           |           |           |           |           |           |         |         |       |       |              |              |              |              |              |              |         |         |  |  |           |           |           |           |           |           |  |  |
| Grímhild | Grímhild | Grímhild | Grímhild | Grímhild | Grímhild |  |  |          |          |          |          |          |          |     |     |        |        |           |           |           |           |           |           |       |       |       |       |       |       |       |       | Gyúki | Gyúki | Gyúki | Gyúki | Gyúki        | Gyúki |  |  |        |        |        |        | Sigrlinn | Sigrlinn | Sigrlinn | Sigrlinn | Sigrlinn | Sigrlinn |        |        | Sigmund | Sigmund | Sigmund | Sigmund | Sigmund   | Sigmund   |           |           | Signý     | Signý     | Signý   | Signý   | Signý | Signý |              |              | Siggeir      | Siggeir      | Siggeir      | Siggeir      | Siggeir | Siggeir |  |  | neuf fils | neuf fils | neuf fils | neuf fils | neuf fils | neuf fils |  |  |
| Grímhild | Grímhild | Grímhild | Grímhild | Grímhild | Grímhild |  |  |          |          |          |          |          |          |     |     |        |        |           |           |           |           |           |           |       |       |       |       |       |       |       |       | Gyúki | Gyúki | Gyúki | Gyúki | Gyúki        | Gyúki |  |  |        |        |        |        | Sigrlinn | Sigrlinn | Sigrlinn | Sigrlinn | Sigrlinn | Sigrlinn |        |        | Sigmund | Sigmund | Sigmund | Sigmund | Sigmund   | Sigmund   |           |           | Signý     | Signý     | Signý   | Signý   | Signý | Signý |              |              | Siggeir      | Siggeir      | Siggeir      | Siggeir      | Siggeir | Siggeir |  |  | neuf fils | neuf fils | neuf fils | neuf fils | neuf fils | neuf fils |  |  |
|          |          |          |          |          |          |  |  |          |          |          |          |          |          |     |     |        |        |           |           |           |           |           |           |       |       |       |       |       |       |       |       |       |       |       |       |              |       |  |  |        |        |        |        |          |          |          |          |          |          |        |        |         |         |         |         |           |           |           |           |           |           |         |         |       |       |              |              |              |              |              |              |         |         |  |  |           |           |           |           |           |           |  |  |
|          |          |          |          |          |          |  |  |          |          |          |          |          |          |     |     |        |        |           |           |           |           |           |           |       |       |       |       |       |       |       |       |       |       |       |       |              |       |  |  |        |        |        |        |          |          |          |          |          |          |        |        |         |         |         |         |           |           |           |           |           |           |         |         |       |       |              |              |              |              |              |              |         |         |  |  |           |           |           |           |           |           |  |  |
| Gotthorm | Gotthorm | Gotthorm | Gotthorm | Gotthorm | Gotthorm |  |  | Brynhild | Brynhild | Brynhild | Brynhild | Brynhild | Brynhild |     |     | Gunnar | Gunnar | Gunnar    | Gunnar    | Gunnar    | Gunnar    |           |           | Högni | Högni | Högni | Högni | Högni | Högni |       |       | Atli  | Atli  | Atli  | Atli  | Atli         | Atli  |  |  | Gudrún | Gudrún | Gudrún | Gudrún | Gudrún   | Gudrún   |          |          | Sigurd   | Sigurd   | Sigurd | Sigurd | Sigurd  | Sigurd  |         |         | Sinfjötli | Sinfjötli | Sinfjötli | Sinfjötli | Sinfjötli | Sinfjötli |         |         |       |       |              |              |              |              |              |              |         |         |  |  |           |           |           |           |           |           |  |  |
| Gotthorm | Gotthorm | Gotthorm | Gotthorm | Gotthorm | Gotthorm |  |  | Brynhild | Brynhild | Brynhild | Brynhild | Brynhild | Brynhild |     |     | Gunnar | Gunnar | Gunnar    | Gunnar    | Gunnar    | Gunnar    |           |           | Högni | Högni | Högni | Högni | Högni | Högni |       |       | Atli  | Atli  | Atli  | Atli  | Atli         | Atli  |  |  | Gudrún | Gudrún | Gudrún | Gudrún | Gudrún   | Gudrún   |          |          | Sigurd   | Sigurd   | Sigurd | Sigurd | Sigurd  | Sigurd  |         |         | Sinfjötli | Sinfjötli | Sinfjötli | Sinfjötli | Sinfjötli | Sinfjötli |         |         |       |       |              |              |              |              |              |              |         |         |  |  |           |           |           |           |           |           |  |  |
|          |          |          |          |          |          |  |  |          |          |          |          |          |          |     |     |        |        |           |           |           |           |           |           |       |       |       |       |       |       |       |       |       |       |       |       |              |       |  |  |        |        |        |        |          |          |          |          |          |          |        |        |         |         |         |         |           |           |           |           |           |           |         |         |       |       |              |              |              |              |              |              |         |         |  |  |           |           |           |           |           |           |  |  |
|          |          |          |          |          |          |  |  |          |          |          |          |          |          |     |     |        |        |           |           |           |           |           |           |       |       |       |       |       |       |       |       |       |       |       |       | Erp et Eitil |       |  |  |        |        |        |        |          |          |          |          |          |          |        |        |         |         |         |         |           |           |           |           |           |           |         |         |       |       |              |              |              |              |              |              |         |         |  |  |           |           |           |           |           |           |  |  |

Note : cette généalogie se base sur l'œuvre de Tolkien. Certaines sources norroises peuvent présenter des éléments qu'il n'a pas voulu reprendre (personnages supplémentaires, liens de parenté différents...).

## Rédaction

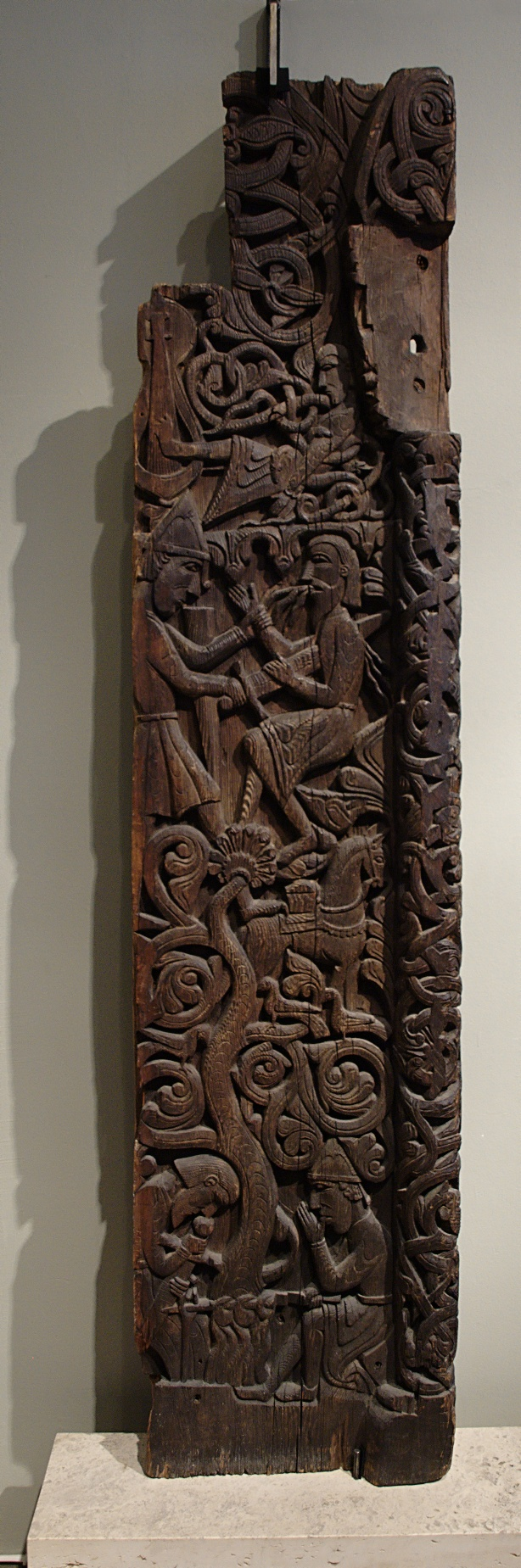
Partie gauche du portail de l'église de Hylestad

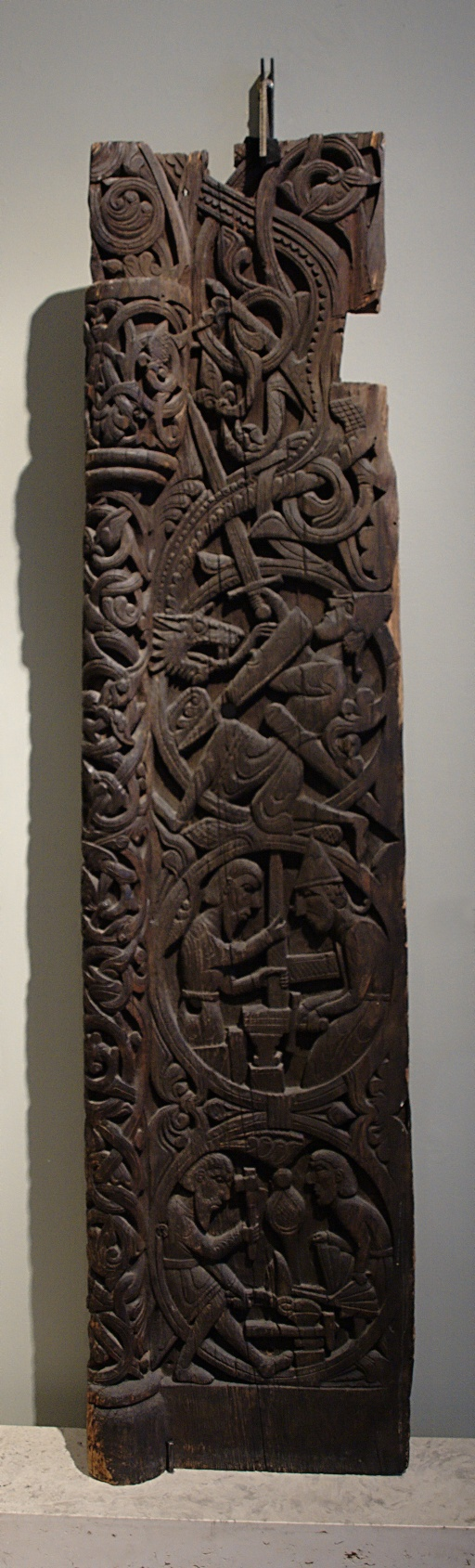
Partie droite du portail de l'église de Hylestad

L'écriture du cycle de Sigurd a été entrepris par Tolkien dans le but de compléter et d'accorder les différentes versions de l'histoire. En effet, les principales sources historiques que sont la Völsunga saga, l'Edda de Snorri, la Chanson des Nibelungen, le Þiðrekssaga et le Codex Regius présentent des lacunes et ne sont pas cohérentes entre elles. L'un des problèmes majeurs est l'absence du milieu de l'histoire, juste après la délivrance de la Valkyrie, qui décrit les relations entre Sigurd et Brynhild la Valkyrie ainsi qu'entre Gunnar et Gudrún. Tolkien a donc entrepris de réécrire ce passage.
Tolkien a rédigé ces lais en vers, suivant un mètre particulier au vieux norrois et à l'anglo-saxon, le fornyrðislag. Il maîtrisait particulièrement bien cette forme, certains passages du Seigneur des anneaux en témoignant, par exemple la lamentation d'Éomer après la mort de Théoden : « Mourn not overmuch! Mighty was the fallen... ».
Christopher Tolkien explique qu'il est difficile de dater les deux lais, son père n'en ayant quasiment jamais parlé, hormis dans deux lettres à W. H. Auden. Il est tenté de les faire remonter au début des années 1930, Tolkien ayant pu souhaiter se lancer dans un nouveau projet poétique de grande envergure après l'abandon du Lai de Leithian en 1931. Il n'en subsiste quasiment aucun texte préparatoire ou brouillon, hormis quelques pages d'ébauche de l'introduction et des deux premières parties du Nouveau Lai des Völsungs ; quelques notes explicatives subsistent également. Le manuscrit final, rédigé avec clarté, présente quelques corrections ultérieures.

## Publication
The Legend of Sigurd and Gudrún est publié au Royaume-Uni le 5 mai 2009.

## Traductions
La traduction française, due à Christine Laferrière, est publiée le 15 avril 2010. La traduction espagnole (La leyenda de Sigurd y Gudrún) sort en 2009 aux Ediciones Minotauro. L'ouvrage est également traduit en allemand, en italien…

## Illustrations
La couverture du livre, qui est la même en français qu'en version originale, est un détail du portail de l'église de Hylestad, en Norvège, datant du XIIe siècle et conservé à l'Institut archéologique de l'université d'Oslo. Elle représente le cheval de Sigurd, Grani, chargé du trésor de Fáfnir, avec les deux oiseaux qui préviennent Sigurd de la trahison de Regin. Les illustrations réalisées par grattage par Bill Sanderson reprennent (dans le désordre) les différentes scènes qui apparaissent sur le portail :
- Regin forgeant une épée (Introduction) ;
- Sigurd tuant Fáfnir (Völsungakviða en nýja) ;
- Sigurd faisant rôtir le cœur du dragon (Commentaire) ;
- Gunnar dans la fosse aux serpents (Guðrúnarkviða en nýja) ;
- Grani chargé du trésor du dragon (Commentaire) ;
- Sigurd tuant Regin (Appendices).

En frontispice est reproduite une page du manuscrit du Nouveau Lai de Gudrún, comprenant les strophes 131 à 140 de ce poème.

## Adaptations
L'acteur Brian Cox a collaboré avec HarperCollins pour produire un livre audio de The Legend of Sigurd and Gudrún, sorti en août 2009.